# هاينز روزنر
هاينز روزنر (بالألمانية: Heinz Rosner) هو متسابق دراجات نارية ألماني معتزل. نافس في سباقات بطولة العالم لفئة 350 سي سي ولفئة 250 سي سي ولفئة 125 سي سي ولفئة 50 سي سي. كما شارك في كأس جزيرة مان السياحية. أفضل سنة له كانت 1968 عندما جاء في المركز الثالث في فئة 250 سي سي خلف كل من فيل ريد وبيل آيفي.